# Anthony Caci
Anthony Caci, född 1 juli 1997, är en fransk fotbollsspelare som spelar för tyska Mainz 05.

## Klubbkarriär
I januari 2022 värvades Caci av tyska Mainz 05, där han skrev på ett fyraårskontrakt med start sommaren 2022.

## Landslagskarriär
Caci spelade två landskamper för Frankrikes U21-landslag under 2019.
I juli 2021 blev Caci uttagen i Frankrikes trupp till OS i Tokyo. Han debuterade för OS-laget den 16 juli 2021 i en förberedande match inför OS mot Sydkorea (2–1-vinst). Caci spelade därefter samtliga tre gruppspelsmatcher i OS, där Frankrike blev utslaget i gruppspelet.